# Stora Narøyna
Stora Narøyna est une île dans le landskap Sunnhordland du comté de Vestland. Elle appartient administrativement à Øygarden.

## Géographie
Rocheuse et désertique à l'exception de quelques arbres sur sa pointe est, à l'est de Litla Narøyna, elle s'étend sur environ 1,076 km de longueur pour une largeur approximative de 536 m.